# Irene Paleòloga de Trebisonda
|  | No s'ha de confondre amb Irene Paleòloga. |

Irene Paleòloga fou la tretzena emperadriu de Trebisonda, que va governar en catorzè lloc durant el període 1340-1341. Era una filla il·legítima de l'emperador romà d'Orient Andrònic III Paleòleg. Els historiadors l'assenyalen com la probable autora de la mort del seu marit Basili I Comnè, al qual va succeir. El país, però, estava dividit en faccions i a més de la manca de suport es va trobar amb un terrible atac dels oghuz i amb una epidèmia. Davant tantes dificultats va fugir a Constantinoble, on possiblement va acabar els seus dies.

## Matrimoni i conseqüències
Poc després del seu matrimoni el 1334 amb l'emperador de Trebisonda, Basili I Comnè, el seu marit la va deixar de banda i es va unir a una amistançada també anomenada Irene. Sembla que el 1339 Basili es va divorciar d'ella amb la connivència del clergat local. El patriarca de Constantinoble, Joan Calecas, va sortir en defensa d'Irene Paleòloga però no va haver marxa enrere sobre la decisió de Basili. Probablement després del divorci Irene encara va mantenir la seva posició i el suport d'alguns membres de la cort de Trebisonda. És probable que fos la responsable de la mort de Basili per enverinament el 6 d'abril del 1340, després de la qual va assumir el poder, mitjançant el que cronista Nicèfor Gregoràs va definir com un cop d'estat perpetrat a palau.
La seva posició era feble: els mitjans que havia fet servir per arribar a governar no eren garantia d'estabilitat i tampoc ajudava el fet de ser descendent d'una família diferent de la dinastia que sempre havia governat allí des de la creació de l'Imperi de Trebisonda, els Comnens. Per assegurar la governabilitat va enviar els fills que el seu marit havia tingut amb la concubina, a Constantinoble, ciutat en la qual podrien ser vigilats i no causarien problemes.
Malgrat la pressa que es va donar per assumir el tron a la mort de Basili, Irene pensava que l'imperi necessitava un home per ser governat i va escriure al seu pare demanant que li enviés un marit procedent de la noblesa romana d'Orient. Tanmateix, Andrònic III estava fora de la cort, uns missatgers el van anar a cercar a Tessalònica, però van fer tard, ja que va morir el 15 de juny del 1341 abans que pogués donar-li una resposta. Mentrestant a Tessalònica va començar a circular el rumor que Irene tenia com a amant el megas domestikos i que això havia desencadenat una revolta.

## La guerra civil
La primera fase de la guerra civil es va gestar poc després de la seva ascensió al tron de Trebisonda. Es van formar tres faccions: la primera era la dels seus partidaris, la família dels Amytzantarioi, units als mercenaris romans d'Orient que eren fidels al pare d'Irene; la segona eren l'oposició liderada pel sebast Tzanichites, que era el capità general dels scholarioi i que comptava amb el suport d'una part de la guàrdia imperial que romanien lleials a l'anterior emperador; i la tercera facció era la liderada pel megas doux Joan l'Eunuc, que controlava la fortalesa de Limnia. Els de Tzanichites van ocupar el monestir de sant Eugeni i la seva rodalia, dins les muralles de la ciutat i a prop del palau imperial, que era un lloc on estaven força protegits, una construcció gairebé inexpugnable. Durant dos mesos els membres d'aquesta facció van estar observant els de la facció d'Irene i els seus seguidors, enfeinats en incursions durant la claror del dia, sense obtenir resultats definitius fins que el 2 de juliol del 1340 el megas doux va prendre la iniciativa. Joan l'Eunuc va enviar màquines d'assalt contra el monestir, que el van destruir gairebé completament i va derrotar els rebels. Tzanchites estava entre aquests rebels i el van agafar pres, més tard el van enviar a Limnia on fou executat l'any següent.
Al mateix temps els assumptes d'estat van empitjorar amb un atac dels oghuz que van envair el país i es van presentar davant les muralles de Trebisonda. Un primer atac a la Parcharia, la part baixa de la ciutat, va ser rebutjat, però el segon, efectuat el juliol del 1341, ja no va poder ser neutralitzat. Els oghuz van enviar foc que, en caure sobre la ciutat la va incendiar, cosa que finalment els va possibilitar capturar-la. A la catàstrofe es va unir l'esclat d'una epidèmia que, segons el cronista Miquel Panàret es va originar en els cadàvers en descomposició de persones i cavalls que havien mort durant l'atac.

## Deposició
El regnat d'Irene es va acabar amb l'arribada d'Anna Anacoutlou. Anteriorment a la segona invasió i l'incendi, els partidaris dels Comnens, van convèncer Anna d'abandonar els seus hàbits de monja i assumir el poder. El 17 de juliol del 1341 fou aclamada emperadriu a la Làzica. La facilitat amb què es va produir el destronament d'Irene s'explica perquè ella representava la dinastia estrangera dels Paleòleg mentre que Anna representava la dinastia local dels Comnens, ja que era filla Aleix II Comnè de Trebisonda.
la sort d'Irene va retornar quan 13 dies després Miquel, el germà d'Aleix II va arribar el 30 de juliol, acompanyat de tres guàrdies romans d'Orient i del capità dels scholarioi, i va proposar matrimoni a Irene per ser emperador. Tant els nobles com l'arquebisbe Akakios li van donar la benvinguda al començament i li van fer jurament de fidelitat; llavors en caure la nit el van fer pres i, agafant per sorpresa la seva escorta, els van matar deixant Miquel sense acompanyants. Irene va mirar com ficaven Miquel a bord d'un vaixell en direcció a Oinaion on quedaria captiu, però poc després va ser ella la qui va pujar a un vaixell francès i va marxar cap a Constantinoble. Després d'això res més no es va saber de la seva vida.